# Mark Kurlansky

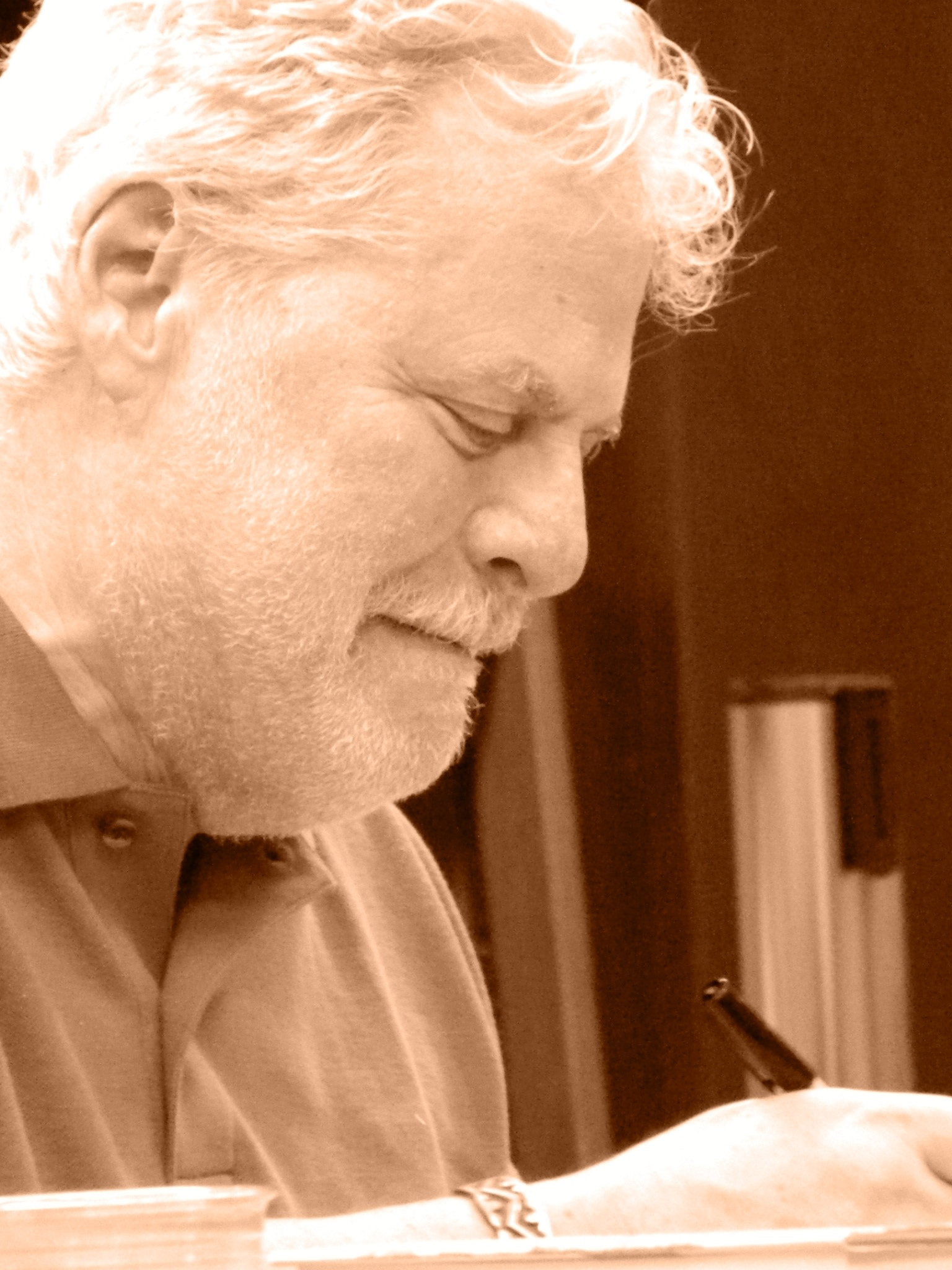
Mark Kurlansky (2013)

Mark Kurlansky (Hartford, Connecticut, 7 de Dezembro de 1948) é um jornalista e escritor estadunidense de não-ficção que aborda tópicos  tais como a história do bacalhau e a história do sal.
Kurlansky bacharelou-se em Artes na Butler University em 1970 e foi correspondente dos jornais norte-americanos Miami Herald, The Philadelphia Inquirer e International Herald Tribune. Publicou seu primeiro livro, A Continent of Islands, em 1992. Sua obra mais difundida é  Cod: A Biography of the Fish That Changed the World, publicada em 1997 e traduzido para mais de 15 línguas, inclusive o português. 